# Pretender
Pretender ist eine US-amerikanische Fernsehserie. Sie handelt von dem hochbegabten Jarod, einem von einer geheimen Organisation namens The Centre gefangen gehaltenen Jungen. Seine Begabung äußert sich vor allem darin, dass er sich in jeden Menschen hineinversetzen kann, also auch vorgeben (englisch „pretend“, daher „Pretender“) kann, sie zu sein. Im Centre werden seine Fähigkeiten für die Durchführung verschiedener Experimente benutzt. Als er erwachsen ist, gelingt es ihm jedoch auszubrechen. Er hilft jetzt den Menschen bei ihren Problemen und sorgt für Gerechtigkeit.
Die Serie spielt im selben Serienuniversum wie die Serie Profiler.

## Geschichte
Als kleines Kind wurde Jarod von der Öffentlichkeit abgeschirmt und ins Center gebracht, da er ein Wunderkind ist. Er lebte dort für viele Jahre und musste ständig Experimente/Simulationen unter der Leitung des Psychiaters Dr. Sydney Green durchführen. Zum einen möchte man Jarods Fähigkeiten testen und besser verstehen, zum anderen leistet Jarod einen wichtigen Beitrag für die Lösung komplizierter Probleme. So wird beispielsweise in der Rückblende einer Folge gezeigt, dass Jarod das Stromversorgungsproblem von Apollo 13 gelöst hat, oder wie er das Verhalten eines Serienkillers nachempfindet, um dessen nächsten Schritt vorherzusagen.
Jarod hat aber auch Freunde im Center gefunden, wie die junge Miss Parker. Sein Bruder ist auch im Center gefangen, jedoch weiß er dies zu der Zeit noch nicht.
Als er erwachsen ist, läuft er eines Tages davon – hier beginnt die Handlung der Serie. Er wird von nun an von Miss Parker und Sydney im Auftrag des Centres gesucht, weil man dort erstens nicht auf ihn und seine Fähigkeiten verzichten kann und man zweitens verhindern will, dass die Öffentlichkeit von den Aktivitäten des Centres erfährt. Das hält Jarod jedoch nicht davon ab, anderen zu helfen und Gutes zu tun. Auch seinen „Jägern“ hilft er immer wieder und versucht ständig mehr über seine Vergangenheit herauszufinden.
Jarod findet im Laufe der Serie wichtige Spuren zu seiner Familie. Er findet seinen Bruder, der jedoch stirbt. Später findet er auch seinen Vater wieder. An diesen übergibt er in einer späteren Folge Gemini. Gemini ist ein Klon Jarods, den das Centre ohne dessen Wissen erzeugt hat. Als Jarod dies herausfindet befreit er Gemini, um ihm das eigene Schicksal der verlorenen Kindheit zu ersparen.
Die finale Episode der Serie („Endspiel“) wurde offengelassen, um die Serie eventuell in einer weiteren Staffel fortzuführen. Dies ist bis jetzt nicht geschehen.
Es gibt außerdem noch zwei Pretender-Fernsehfilme, die bisher auf Deutsch nur bei Premiere zu sehen waren. Sie setzen die Serie nach der 4. Staffel fort und lösen den größten Teil der bis dahin ungeklärten Geheimnisse noch auf.

## Folgen
Jarod wählt stets ein Umfeld, in dem vor kurzem ein mysteriöser Zwischenfall geschah, von dem er aus einer Zeitung, dem Fernsehen oder von anderen Personen erfahren hat. Diesen Zwischenfall klärt Jarod auf, bestraft beziehungsweise überführt den oder die Schuldigen und lässt sie zur Verantwortung ziehen.
Jarod versucht sich in fast jeder Folge in einem neuen Beruf. Oft sieht man, wie er sich die für seinen neuen Beruf nötigen Fähigkeiten mit Hilfe von Literatur oder kleinen Experimenten und Übungen aneignet. Seine besondere Begabung hilft ihm dabei – wie selbstverständlich – auch komplexeste Zusammenhänge sofort zu verstehen.
In einer Nebengeschichte versuchen Miss Parker und Sydney Jarod zu finden. Jarod ist seinen Verfolgern dabei immer einen Schritt voraus – häufig gibt er ihnen zu Beginn der Folge einen Hinweis auf seinen gegenwärtigen Aufenthaltsort. Jarod gelingt es so stets, mehr oder weniger knapp zu entkommen.
Die meisten Folgen enden mit einem, von Jarod initiierten, Telefongespräch mit Miss Parker oder Sydney.

## Figuren

### Jarod
Jarod (verkörpert von Michael T. Weiss) ist ein Pretender (ein Mensch mit besonderen Fähigkeiten, wie beispielsweise einem computerähnlichen Gedächtnis oder der Fähigkeit, sich in andere hineinzuversetzen). Jarod kann sein, wer immer er sein will.
Fortlaufendes Thema der Serie ist die Suche nach seiner Familie und seine Selbstfindung.
Familie: Jarod ist der älteste Sohn von Margaret und Major Charles. Die beiden haben drei Kinder: Jarod, Kyle und Emily. Auf der Suche nach seiner Familie gelingt es Jarod, seinen Vater Charles, seine Schwester Emily und seinen Bruder Kyle ausfindig zu machen. Jarod hat nie die Gelegenheit, seine Familie näher kennenzulernen, denn das Center kommt den Familientreffen immer wieder in die Quere. Jarod hat außer den beiden Geschwistern noch einen Halbbruder mit Miss Parker – Ethan. Er ist der Sohn von Major Charles und Miss Parkers Mutter Catherine. Jarod ist im Laufe der Serie verzweifelt auf der Suche nach seiner Mutter Margaret. Mit ihr hat er zwar zweimal innerhalb der Serie Blickkontakt, jedoch schafft er es nie, sie persönlich zu treffen, da Miss Parker ihnen beide Male dazwischenkommt.
Da er schon als Kind ins Centre gebracht wurde, muss er seine gesamte Kindheit nacharbeiten – von verschiedenen Süßigkeiten angefangen bis zur ersten Liebe. Jarod hat eine Schwäche für PEZ. Die kleinen Figuren mit dem süßen Inhalt sind seine ständigen Begleiter. Gegen Pistazien ist er allergisch.
Jarod hat außerdem ein sehr enges Verhältnis zu seinem Mentor Sydney, der für ihn wie ein Vater ist.

### Miss Parker
Miss Parker wird von Andrea Parker gespielt. Sie jagt Jarod. Wie alle Figuren der Serie muss auch sie sich mit Geheimnissen des Centres und ihrer eigenen Vergangenheit auseinandersetzen. Ihr persönliches Trauma ist die Rolle ihres Vaters (eines hochgestellten Centre-Funktionärs) in ihrem Leben und der geheimnisvolle Tod ihrer Mutter Catherine Elaine Parker. Außer Jarod und ihrem Vater kennt in der Serie niemand Miss Parkers Vornamen. Dieser wird auch in keiner Folge erwähnt.
In Folge 8 (der 1. Staffel) packt Miss Parker wehmütig eine Weihnachtskugel aus, die die Beschriftung „To: Mom. Merry Christmas. Love, M.P. 1969“ trägt. Dies ist wohl ein Hinweis darauf, dass ihr Vorname mit M beginnt.
In einer Folge der vierten Staffel wird Miss Parker von einem Freund mit „Monica“ angesprochen. An der Art, wie sie in der fraglichen Szene heftig zusammenzuckt als der Name fällt, kann man ablesen, dass er korrekt zu sein scheint. Sie wird jedoch nie wieder mit Vornamen angeredet, womit nicht abschließend geklärt werden kann, ob Monica tatsächlich ihr Name ist.
Miss Parker ist die Tochter von Mr. Raines (was sie aber erst im zweiten Fernsehfilm Island of the Haunted erfährt) und die Zwillingsschwester von Mr. Lyle. Sie hat einen weiteren Halbbruder, Ethan, der ebenfalls Jarods Halbbruder ist. Sie ist die Hauptverfolgerin von Jarod. Ihre Mutter war Catherine Parker. Miss Parker ist schon von klein auf im Centre, wo sie auch Jarod kennenlernte, sich mit ihm anfreundete und ihm seinen ersten Kuss gab. Als Teenager kam sie in ein Internat. Danach bekam sie eine Ausbildung als Cleaner, später wurde sie Chefin des Sicherheitsdienstes.
Miss Parker ist wie Jarod ein Pretender. Dies wird aber erst am Ende der vierten Staffel, bzw. in den Spielfilmen geklärt. Sie hat die Gabe des „inneren Sinns“, eine Art von Intuition, die sie auch gelegentlich die Stimme ihrer Mutter hören lässt. Miss Parker hat diese Gabe, genau wie ihr Bruder Ethan, von ihrer Mutter geerbt.

### Sydney
Dr. Sydney Green wird gespielt von Patrick Bauchau. Er war Mentor und Ersatzvater für Jarod und steht in ständigem telefonischen Kontakt mit ihm. Wie Miss Parker muss auch er seine Vergangenheit bewältigen – besonders die geheimnisvollen Umstände des Unfalls seines Zwillingsbruders, der dadurch ins Koma fiel und später starb, beschäftigen ihn.
Sydney hat einen unehelichen Sohn namens Nicolas mit seiner Exfreundin Michelle. Lange Zeit wusste Sydney nichts von seinem Sohn. Er wuchs bei seiner Mutter und deren Ehemann auf. Als sein Sohn in einem Kriegsgebiet von Rebellen gefangen genommen wird, hilft Jarod Sydney bei der Befreiungsaktion.
Sydney liebt Jarod wie einen eigenen Sohn, aber da er Jarod schützen will, versucht er, sich ihm gegenüber neutral zu verhalten. Sowohl als Jarod noch im Center war, als auch nach seiner Flucht. Immer wieder hilft Sydney Jarod, ob bei der Flucht oder durch seine Ratschläge.

### Broots
Broots wird gespielt von Jon Gries und ist ein Computerexperte des Centers. Im Laufe der Zeit sind Sydney und Miss Parker zu seiner zweiten Familie geworden, und das, obwohl Miss Parker ihn meistens nicht gerade sehr nett behandelt. Er ist geschieden und hat eine Tochter namens Debbie.

### Mr. Raines
Mr. Raines wird von Richard Marcus gespielt und ist ein hoher Mitarbeiter im Center. Mr Raines bildet einen geheimnisvollen, skrupellosen Gegenpol zu Sydney. Seine Ziele lassen sich kaum bestimmen, da er sich im Verlauf der Serie widersprüchlich verhält. So ist er am Anfang der 4. Staffel plötzlich sehr religiös.
Ein besonderes Merkmal von Mr. Raines sind die (immer quietschende) Sauerstoffflasche, die er stets hinter sich herzieht, und die Nasenbrille bzw. den Schlauch zur Sauerstoffflasche. Er benötigt sie seit einem Großbrand im Center, bei dem seine Lunge starken Schaden genommen hat. Er ist der biologische Vater von Miss Parker und Mr. Lyle. Mr. Raines ist der Bruder von Mr. Parker, wurde aber bereits als Baby zur Adoption freigegeben. Sein Name vor der Adoption lautete Abel Parker.
Mr. Raines wird am Ende des zweiten Spielfilms (Island of the Haunted) zum Leiter des Centers, nachdem Mr. Parker aus einem Flugzeug absprang und als verschollen gilt.

### Angelo
Angelo (gespielt von Paul Dillon) wuchs wie Miss Parker und Jarod im Centre auf. Mr. Raines versuchte damals, Angelo künstlich zu einem Pretender zu machen, was aber misslang. Seitdem ist Angelo ein Empath.

### Mr. Parker
Mr. Parker wird gespielt von Harve Presnell. Er leitete (mit Unterbrechungen) bis zum Ende des Zweiten Spielfilms das Center. Eine Art Familientradition, denn sein Großvater war Gruftwächter auf der Insel Carthis. Dort tötete er seine gesamte Familie, emigrierte in die USA und gründete das Center. Bis zum 2. Film „Island of the Haunted“ wurde Mr. Parker für den Vater von Miss Parker und Mr. Lyle gehalten. Er ist aber eigentlich der Onkel der beiden. Mr. Raines ist sein Bruder. Er leitete das Center bis zur 2. Staffel, bis er vorübergehend untertauchen musste.
Mr. Parker war mit Catherine Parker, der Mutter von Miss Parker, Mr. Lyle und Ethan verheiratet. Gemeinsam hatten sie eine Adoptivtochter Faith. Mr. Parker heiratete in der 3. Staffel Brigitte, die in der 4. Staffel ein Kind von ihm austrug, wobei nie geklärt wurde, ob das Kind von ihm oder von Mr. Lyle ist, mit dem sie eine Affäre hatte. Brigitte starb bei der Geburt des männlichen Babys, das bisher nur „Baby Parker“ genannt wurde. In „Island of the Haunted“ (2. Spielfilm) springt er aus einem Flugzeug und wird für tot gehalten.

### Mr. Lyle
Mr. Lyle – dargestellt von James Denton – ist der Zwillingsbruder von Ms. Parker. Bei der Geburt wurde er von Dr. Raines für tot erklärt und von diesem zu Pflegeeltern gebracht. Sein eigentlicher Name war Bobby Parker, er nahm aber den Namen seines Adoptivvaters an, der mit Vornamen Lyle hieß und ihn in seiner Kindheit misshandelt hat.
Später wurde Mr. Lyle vom Centre zum Killer ausgebildet. Er übernimmt nach Mr. Parkers Verschwinden in der 2. Staffel dessen Platz und will Jarod unbedingt fangen. Beim Versuch, Jarod zu töten, erschießt er dessen Bruder Kyle. Zu diesem Zeitpunkt wird er schon vom Centre gejagt (er fiel einem Komplott von Mr. Raines, Mr. Parker und Ms. Parker zum Opfer). Als bekannt wird, dass er der Sohn Catherine Parkers ist, wird er wieder im Centre aufgenommen.
Lyle ist ein Soziopath. Er hat keine Skrupel zu morden, was er bereits an seinen eigenen Freundinnen und seiner Ehefrau bewies.

### Catherine Parker
Catherine Parker wird ebenfalls von Andrea Parker gespielt. Sie ist die Mutter von Miss Parker, Mr. Lyle und Ethan. Am 13. April 1970 täuschte sie ihren Selbstmord vor, um ihren jüngsten Sohn, Ethan, im Haus von Mr. Raines ohne Wissen des Centres zur Welt zu bringen. Wirklich stirbt sie allerdings erst einige Monate später, als Mr. Raines sie nach der Geburt ihres Sohnes Ethan erschießt. Catherine hat den „inneren Sinn“, eine besondere Gabe, die sie an Miss Parker und an Ethan vererbt hat.

### Kyle
Kyle, Jarods jüngerer Bruder, wird gespielt von Jeffrey Donovan. Er ist ebenfalls ein Pretender und wurde, genau wie Jarod, als Kind vom Center entführt. Während seines Aufenthalts im Center wurde er von Mr. Raines zum Killer ausgebildet. Kyle stirbt in der zweiten Staffel, als er einen Schuss von Mr. Lyle abfängt, der eigentlich für Jarod bestimmt war („Showdown in der Wüste“). Jarod spendet daraufhin Kyles Herz an einen todkranken Jungen.

## Adaption
In Folge 40 (Mikeys geplatzte Hosennaht/Der Konkurrent) von Disneys Großer Pause geht es im zweiten Teil der Doppelfolge (Der Konkurrent) um einen Jungen namens Jarod, der neu auf der Schule ist und jeden Schüler in dessen Spezialgebiet besiegt. Am Ende der Folge sagt er, dass jedes Kind in etwas der Beste sei, und er sei nun einmal der Beste im Am-besten-Sein. Dieser Junge hat optisch starke Ähnlichkeit mit dem jungen Jarod aus den Pretender-Rückblenden. Seine Fähigkeit alle Kinder in deren Spezialgebiet zu besiegen, ist eine weitere Analogie zum Pretender-Jarod. Am Ende der Folge kommen überdies Männer mit dunklen Anzügen und Sonnenbrillen und nehmen Jarod in einem Kampfjet mit.